# Kloklowuck Indian Reserve 7
Kloklowuck Indian Reserve 7 är ett reservat i Kanada.   Det ligger i provinsen British Columbia, i den södra delen av landet, 3 400 km väster om huvudstaden Ottawa.
I omgivningarna runt Kloklowuck Indian Reserve 7 växer i huvudsak barrskog. Trakten runt Kloklowuck Indian Reserve 7 är nära nog obefolkad, med mindre än två invånare per kvadratkilometer.